# 名探偵コナン 紅の修学旅行
『名探偵コナン 紅の修学旅行』（めいたんていコナン くれないのしゅうがくりょこう）は、漫画『名探偵コナン』の通算290番目の事件。

## 概要
小学館の漫画雑誌『週刊少年サンデー』の2017年8月9日発売の37・38合併号から同年10月4日発売の43号で連載1000話を記念して連載され、総話数は全6話に及ぶ。各話は『名探偵コナン』の単行本のうち、日本で2017年12月18日発売の94巻と、同じく2018年10月18日発売の95巻にそれぞれ収録されている。本作では、主人公の江戸川コナンがAPTX4869の解毒剤によって一時的に元の身体に戻り、工藤新一として京都市に修学旅行で訪れ、不可解な連続殺人事件に巻き込まれる様子を描く。
アニメ版『名探偵コナン』では、第927話 - 第928話として作られ、日本テレビ系列で2016年1月9日と同年1月16日に『コナンと海老蔵 歌舞伎十八番ミステリー』以来3年ぶりとなる2週連続1時間スペシャルとして放送された。ただし、アニメスペシャルとしては2016年12月9日に『金曜ロードSHOW!』で放送された『名探偵コナン エピソード“ONE” 小さくなった名探偵』以来であり、およそ2年ぶりとなった。また、本作のために倉木麻衣が主題歌とオープニングテーマを両A面シングル「きみと恋のままで終われない いつも夢のままじゃいられない/薔薇色の人生」として書き下ろし、アニメ本編に本人役として出演もした。
関東地区での平均視聴率は前編「鮮紅編」が9.1%、後編「恋紅編」が9.2%を記録した。
2019年1月11日には本作の小説版が小学館ジュニア文庫から発売された。内容はアニメ版をベースにしているが、挿絵は原作のコマから流用されている。また、2019年11月18日にはアニメ版を再コミカライズしたアニメコミックが発売された。

### 原作とアニメの相違点
原作版のラストでは、新一が京都の事件を解決したとするブログの書き込みが世間に広がり、作中で黒ずくめの組織のラム候補とされている黒田兵衛・若狭留美・脇田兼則がそれを確認するシーンが存在するが、アニメ版ではその場面は次のエピソード「マリアちゃんをさがせ！」の冒頭で描かれている。一方、新一と蘭が正式に交際関係であることを確認し合う場面は、原作では次のエピソードで描かれるが、アニメ版では原作者の青山剛昌と監督の山本泰一郎のやり取りで新たに追加された、蘭がベッドで新一から届いたメールを嬉しそうに読むシーンと共に「恋紅編」のエピローグに収められている。

## ストーリー
灰原哀からAPTX4869の解毒剤をもらい、元の体に戻った工藤新一は、帝丹高校の修学旅行に参加し京都を訪れていた。清水寺の舞台で毛利蘭や鈴木園子、世良真純らと歓談していると、女優の鞍知景子に声を掛けられ、ある暗号の解読を依頼される。
その夜、新一たちが景子の部屋を訪れると、そこには景子の同級生である俳優の井隼森也、映画監督の馬山峰人、作曲家の阿賀田力、脚本家の西木太郎が集まっていた。景子の言う暗号とは、先週西木の元に届いたもので、四つの黒い四角形の横に不規則に並んだ漢字が書かれ、干からびたヤツデの葉と同封されていたという。新一は早速暗号の解読に取り掛かるが、直後に西木の刺殺体が発見される。犯行現場である西木の部屋は血天井になぞらえられており、血の足跡が窓へ続いていた。さらに遺体の傍らにはヤツデの葉と新たな暗号が残されていたことから、景子たちは天狗の仕業だと恐れおののく。疑い通り、その翌朝に阿賀田の部屋に巨大な天狗が出没し、新一たちの目の前で炎と共に消え失せてしまう。
平次と景子たちは、著名人である西木の死で騒然となったホテルを抜け出し、先斗町の料亭・急山で新一たちと落ち合う。しかし、木屋町通で無数の天狗が出没する騒動が発生し、その混乱の中で一人先斗町に残っていた井隼が殺害される。井隼の懐にはまたも暗号が残されていたが、一行に合流した大岡紅葉は暗号が京都の地名を示していることに気付く。実はこれらの暗号を考えたのは景子たちの大学の同級生である出栗未智男という男で、景子たちが参加している映画『紅の修羅天狗』のスタッフロールに、原作者である自分の名がないことを苦に自殺していたのだった。さらに両親や京都府警からの証言を得て、新一は事件の真相に辿り着く。
翌日、馬山がメールで何者かに呼び出され、清水の舞台から突き落とされるが、馬山はエアマットに受け止められ一命を取り留める。第3の暗号を解いた新一たちが次の犯行現場を突き止め、京都府警と協力して犯人の阿賀田を待ち構えていたのだ。阿賀田は出栗の復讐を動機として訴えるが、他の4人が暗号として出栗の名を密かに入れていたことを知らされ、後悔の慟哭を上げる。
事件を解決した新一は蘭達に合流する。すると蘭が告白の返事として新一の頬に口づけをした。すぐさま唇にキスをしようとする新一だが、突然の激しい動悸に襲われ、その場から逃走。平次の協力を得て蘭たちを撒くことに成功し、新一は途中で帰宅したことになった。
しかし、事件の注目度が災いして、「新一が清水寺で事件を解決した」という目撃情報がSNS上で拡散されてしまう。そしてそのニュースは、黒田兵衛、脇田兼則、若狭留美の元にも届いていた。

## 登場人物

### メインキャラクター
- 工藤新一 - 山口勝平
- 毛利蘭 - 山崎和佳奈
- 江戸川コナン - 高山みなみ
- 服部平次 - 堀川りょう
- 世良真純 - 日髙のり子
- 鈴木園子 - 松井菜桜子
- 遠山和葉 - 宮村優子
- 沖田総司 - 遊佐浩二
- 大岡紅葉 - ゆきのさつき
- 工藤優作 - 田中秀幸
- 工藤有希子 - 島本須美
- 伊織無我 - 小野大輔
- 綾小路文麿 - 置鮎龍太郎
- メアリー・世良（領域外の妹） - 田中敦子
- 灰原哀 - 林原めぐみ
- 阿笠博士 - 緒方賢一
- 吉田歩美 - 岩井由希子
- 円谷光彦 - 大谷育江
- 小嶋元太 - 高木渉
- 沖矢昴 - 置鮎龍太郎[注 2]
- 毛利小五郎 - 小山力也
- 中道 - 松本健太
- 黒田兵衛 - 原作のみ登場[注 3]
- 若狭留美 - 原作のみ登場[注 3]
- 脇田兼則 - 原作のみ登場[注 3]
- 先生（2年B組担任） - 菅原淳一
- 比護隆佑 - 台詞なし[注 4]
- 会沢栄介 - 外崎友亮
- 日高 - 川上彩[注 5]
- 田代 - 田澤茉純[注 5]
- 怪盗キッド - 山口勝平[注 6]

### ゲストキャラクター

#### 事件関係者
6人は祇園芸術大学の同級生で、特撮研究会に所属していた。出栗以外の5人は、それぞれの分野で有名人であり、本作の事件は日本国内だけでなく海外でも大きなニュースとして報道された。
鞍知 景子（くらち けいこ）
声 - 久川綾
本名は鞍知 京子（くらち きょうこ）。日本マカデミー賞を受賞したばかりの女優で独身。37歳。映画『紅の修羅天狗』のヒロインを務める。
大学時代は演劇学科で、特撮研究会では特殊メイクを担当していた。
新一の母・有希子は女優時代からの友人で、共演も多かった。有希子からは本名の「京子ちゃん」と呼ばれ、彼女が女優を引退した後も交流は続いており、新一が赤ん坊の頃に彼のオムツを替えたこともあるとのこと。
井隼 森也（いはや しんや）
声 - 小西克幸
俳優で、映画『紅の修羅天狗』では主演を務める。37歳。
大学時代は景子と同じく演劇学科で、特撮研究会では特殊メイクを担当していた。
馬山 峰人（まやま みねと）
声 - 安井邦彦
映画監督で、映画『紅の修羅天狗』の監督および演出を務める。38歳。
映画のポスターでは名前が「峯人」名義となっており、卒業制作で作った映画でも名前を変えている。大学では映画学科で、特撮研究会では特撮を用いた映画を毎年上映していた。
阿賀田 力（あがた りき）
声 - 阪口周平
作曲家で、映画『紅の修羅天狗』の音楽を務める。37歳。
大学では音楽学科で、特撮研究会では映像に曲をつける役割を担当していた。出栗の漫画を仲間達と手伝った際、使い物になったのは阿賀田だけだったという。
西木 太郎（にしき たろう）
声 - 星野充昭
直本賞を受賞した小説家。脚本家として映画『紅の修羅天狗』の脚本を務める。38歳。仕事の際は「太郎坊」名義で活動しているらしく、馬山と同様に卒業制作で作った映画でもその名前を使っている。
大学では文芸学科で、特撮研究会では脚本を担当していた。
出栗 未智男（でくり みちお）
声 - 内藤玲
回想シーンで登場。故人。生前は小さなデザイン事務所の社員。
映画『紅の修羅天狗』の原作者であり、元々この作品は、彼が将来発表する予定だった同人誌用のものであった。映画完成後に本来の原作者である自分のクレジットがないことを苦に自殺している。その事が今回の事件のきっかけとなった。
大学時代は美術学科を専攻。特撮研究会に所属していたが、漫画家志望であったため掛け持ちで漫画研究会にも所属し、衣裳や化け物のデザインの担当だった。
不運が重なって日の目を見ずに失意のまま自ら命を絶ったが、彼の作品の完成度の高さによって他の5人は脚光を浴び、事件解決後の報道で出栗の存在も世間に知られるようになった。

#### スペシャルゲスト
倉木  麻衣（くらき まい）
声 - 倉木麻衣
本作や『名探偵コナン』シリーズの主題歌も数多く手がけている実在の歌手・倉木麻衣本人。
本作の鮮紅編では新一たちの泊まるホテルに泊まっており、エレベーターホールで会話を交わしたが、その際に世良の事を男性と勘違いしていた。そのため、恋紅編の終盤では世良が女性であったことに驚いていた。

#### その他のキャラクター

##### 鮮紅編と恋紅編の両方に登場
大川（おおかわ）、石崎（いしざき）
声 - 武蔵真之介（大川）、野瀬育二（石崎）
帝丹高校2年B組の生徒で、新一や蘭の同級生。眼鏡を掛けているのが大川で、坊主頭が石崎である。
修学旅行では新一・蘭・園子・真純・中道とは違う班のメンバーだったが、同じく会沢が新一、中道と仲が良いため、新一と中道の部屋で一緒にトランプをして遊んでおり、そのまま自分たちの部屋に戻らず寝てしまう。新一と蘭の関係進展には強い関心を抱いていた。
原作では名も無いモブキャラクターだったが、アニメ化に際して2人ともサッカー部所属という設定で名字が付けられた。

##### 鮮紅編のみ
解説人
声 - 里内信夫
養源院の血天井について解説していた。
マネージャー
声 - 川上彩
倉木のマネージャーで、エレベーターホールのシーンで翌日の打ち合わせをしていた。
刑事
声 - 滝谷将太

##### 恋紅編のみ
鉄 諸羽（くろがね もろは）
声 - なし
沖田のお守りに入っている写真に写っていた。写真では竹刀を抱えている。沖田は彼女に惚れており、剣道における好敵手の妹であることから、「兄に勝った時に彼女へ告白しようと考えている」と蘭に打ち明けている。
沖田と蘭が諸羽について話している場面を園子が隠し撮りしており、この写真が清水寺での蘭の行動の一因となった。
沖田自身が作者の別作品『YAIBA』から本作へスター・システムとしての登場となったため、諸羽も同様に存在が言及された。
鉄 刃（くろがね やいば）
声 - なし
沖田が惚れている鉄諸羽の兄で、剣道における沖田の好敵手。沖田の回想シーンにイメージとして登場したが、顔は明確に描かれていない。別作品である『YAIBA』の主人公でもあり、沖田や諸羽と同様に本作へスター・システムとして存在が描写された。
京都泉心高校（きょうとせんしんこうこう）の剣道部員たち
声 - なし
木屋町通に現れた大勢の天狗（の面を着けた男）を退治しようと、竹刀持参で沖田に引き連れられてやって来た泉心高校の剣道部員たちで、5人登場している。アニメでは、紅葉曰く「剣道小僧（沖田）の子分たち」との事。
警官
声 - 清水健佑
馬山の部屋の前で警護をしていた警官。
ニュースキャスター
声 - グレッグ・アーウィン
ロサンゼルスの自宅で優作と有希子が見ていた番組のキャスター。京都で起きた連続殺人事件について解説していた。

## 音楽
オープニングテーマ「薔薇色の人生」
作詞・歌 - 倉木麻衣 / 作曲・編曲 - 徳永暁人
鮮紅編ではEDとして使用。
主題歌「きみと恋のままで終われない いつも夢のままじゃいられない」
作詞・歌 - 倉木麻衣 / 作曲・編曲 - 中村泰輔
鮮紅編では未使用。

## スタッフ
- 原作 - 青山剛昌
- 企画 - 諏訪道彦
- キャラクターデザイン、総作画監督 - 須藤昌朋
- 美術監督 - 東潤一
- 撮影監督 - 小川隆久
- 音響監督 - 浦上慶子、浦上靖之
- 音楽 - 大野克夫
- 編集 - 岡田輝満
- ストーリーエディター - 飯岡順一
- 色彩設計 - 海鋒重信
- 制作担当 - 藤堂真孝
- プロデューサー - 米倉功人、寺島清晃
- アソシエイトプロデューサー - 近藤秀峰
- チーフプロデューサー - 諏訪道彦、石山桂一
- 監督、構成、絵コンテ - 山本泰一郎
- 演出 - 山本泰一郎、戸澤稔、吉村あきら
- 作画監督 - 岩井伸之
- 作画監督補佐 - 広中千恵美、大友健一、中島里恵、佐々木恵子、増永麗、小澤誠、新谷憲、岡田洋奈、下地彩加、井元愛夕、津吹明日香、たなかみほ、大高美奈、高橋成之、野武洋行、牟田清司
- サブキャラクターデザイン - 岩井伸之、かわむらあきお、吉見京子、本吉晃子
- デザインワークス - 小川浩
- 動画検査 - 谷口昌彦、奥本静香
- 色指定・仕上検査 - 伊藤淳帆（鮮紅編） / 小川真紗代（恋紅編）
- 特殊効果 - 林好美
- 美術設定 - 高橋武之
- 美術 - 居垣宏
- ミキサー - 小沼則義
- アシスタントミキサー - 鶴巻慶典
- 音響効果 - 横山正和、横山亜紀
- 音響制作デスク - 太田恵理子
- 広報 - 小林杏奈、北本ひかり、田中康裕、林郁美
- 文芸担当 - 小宅由貴恵
- 設定制作 - 鈴木美玲、田村麻衣、下村弘樹
- 制作進行 - 坪川敦史、西田恒行（恋紅編のみ）
- アニメーション制作 - V1Studio
- 製作 - ytv、トムス・エンタテイメント

## プロモーション
本作は京都が舞台であることから、2018年11月1日から11月30日まで京都タワーでコラボイベント「名探偵コナン 紅の修学旅行 スペシャルショップ in 京都タワー」が開催されて好評を博し、2018年12月30日から2019年1月21日まで東京の池袋パルコ本館7階「パルコミュージアム」でも「名探偵コナン 紅の修学旅行 スペシャルショップ in パルコミュージアム」として開催された。
2019年9月22日に本作の舞台となった京都にあるロームシアター京都で特別上映会が開催され、TOHOシネマズ日本橋、TOHOシネマズ名古屋ベイシティ、TOHOシネマズ梅田など全国の劇場でのライブビューイングも行われた。

## 反響
本作は『ホームズの黙示録』にてロンドンで新一が蘭に告白した後、初めて2人が面と向かって話をするエピソードであり、後編となる恋紅編では蘭が新一の告白に対しキスで返事をしたことからネット上では話題になった。また、この返事により正式に交際することになった2人に対し、新一を演じる山口勝平による交際報告のツイートも相まってネット上では祝福のムードが盛り上がっている。